# Cerkliszki
Cerkliszki (lit. Cirkliškis) – wieś na Litwie położona w rejonie święciańskim okręgu wileńskiego, 2 km na południowy zachód od centrum Święcian, siedziba gminy Cerkliszki.

## Historia

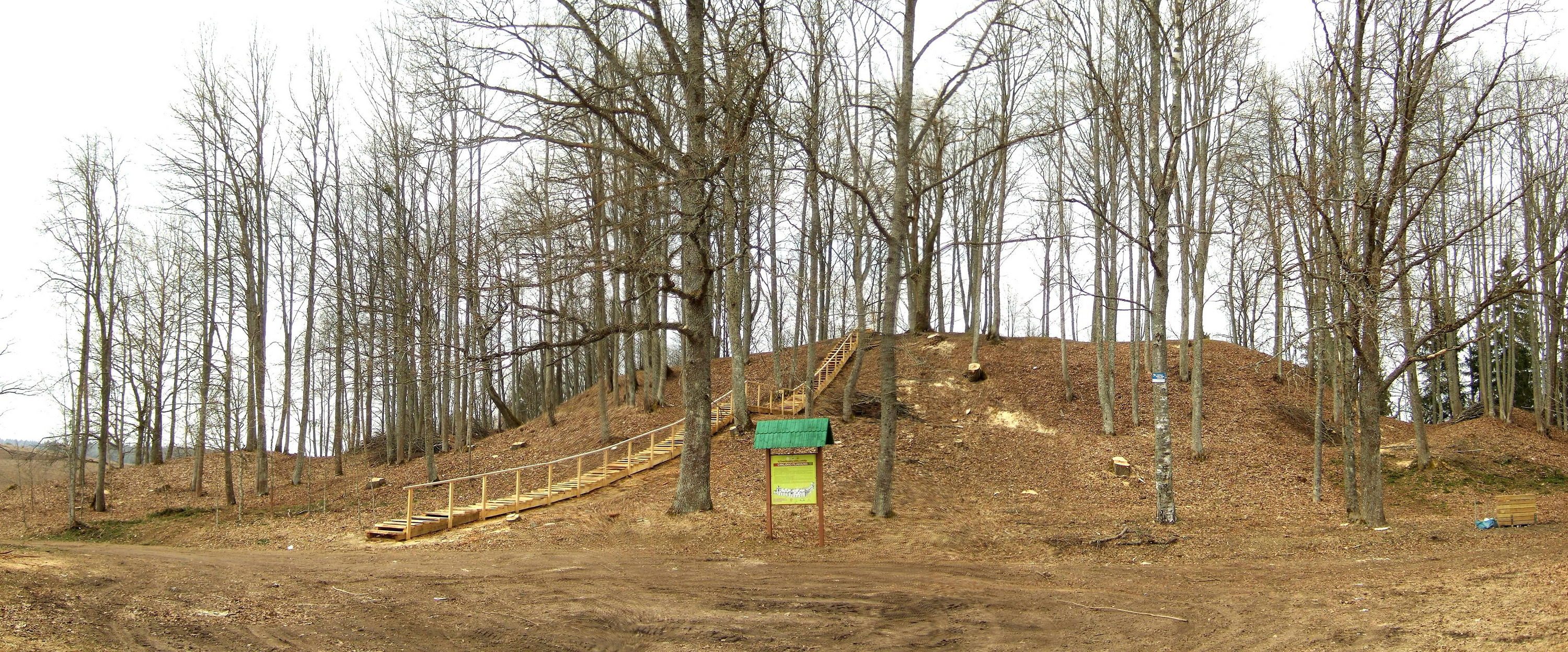
Kopiec Perkuna, 2016

Na wschodnim skraju wsi (55°7′8″N, 26°8′53″E), w lesie nad niewielkim jeziorkiem wznosi się wysoki na około 10–11 m kopiec Perkuna, pochodzący z VI–XIV wieku. Kopiec ma kształt owalny o rozmiarach 30 x 20 m. U południowo-zachodniej podstawy kopca znaleziono ślady osady i wyroby żelazne, które są przechowywane w Litewskim Muzeum Narodowym w Wilnie. Badania stanowiska rozpoczęto w 1958 roku, w latach 2004–2006 przeprowadzono prace konserwacyjne i udostępniono kopiec do zwiedzania.

### Własność
Dobra te w XV wieku zostały nadane przez jednego z książąt litewskich rodzinie Gasztołdów herbu Awdaniec. Ostatnim z tej linii właścicielem Cerkliszek był Stanisław Gasztołd (~1507–1542), pierwszy mąż Barbary Radziwiłłównej (~1522–1551), późniejszej królowej polskiej. Po ich śmierci majątek przeszedł na własność Radziwiłłów. Jego losy przez kolejne dwa stulecia nie są znane. Co najmniej od drugiej połowy XVIII wieku Cerkliszki należały do rodziny Mostowskich, której pierwszym przedstawicielem władającym tymi dobrami był Józef Mostowski (1763–1817) herbu Dołęga żonaty z Domicellą Siekierzyńską (~1760–1826). Kolejnym właścicielem był ich syn hrabia Edward Mostowski (1790–1855), marszałek szlachty powiatu wileńskiego, mąż Klementyny Wańkowiczówny. Ich syn hrabia Władysław Mostowski (1836–1863) żonaty z Katarzyną Szczytt-Niemirowicz (1838–1888) był spadkobiercą majątku. Młodsza córka Władysława i Katarzyny, Maria (1864–1920) otrzymała Cerkliszki w posagu, wychodząc za Janusza Radziwiłła (1843–1923). Małżeństwo to było bezdzietne i mieszkało stale we Francji, w związku z czym Cerkliszki zostały sprzedane około 1905 roku Romualdowi Chaleckiemu (1859–1913), którego żona Wanda z domu Okęcka (1871–1955) i dwie córki (spośród pięciorga dzieci) z mężami: Maria Brynk (1898–1982) i Zofia Burczak-Abramowicz (1899–1979) były ostatnimi właścicielkami Cerkliszek przed II wojną światową.
W 1900 roku majątek liczył 4363 dziesięciny ziemi.

### Przynależność administracyjna
| rok  | liczba ludności |
| ---- | --------------- |
| 1905 | 203             |
| 1959 | 243             |
| 1970 | 405             |
| 1975 | 465             |
| 1979 | 432             |
| 1984 | 641             |
| 1989 | 699             |
| 2001 | 579             |
| 2011 | 496             |

- W I Rzeczypospolitej – w województwie wileńskim Rzeczypospolitej[4];
- po III rozbiorze Polski (od 1795 roku) majątek należał do gminy Michałowo w powiecie święciańskim (ujeździe) guberni wileńskiej (w latach 1797–1801 guberni litewskiej) Imperium Rosyjskiego[7][6];
- w II Rzeczypospolitej (od 1922 roku) – w gminie Święciany w powiecie święciańskim województwa wileńskiego[8];
- po zajęciu tych terenów w 1939 roku przez Armię Czerwoną wieś należała do Litwy, która w okresie 1940–1990, jako Litewska Socjalistyczna Republika Radziecka, wchodziła w skład ZSRR;
- od 1990 roku wieś leży na terenie niepodległej Litwy.

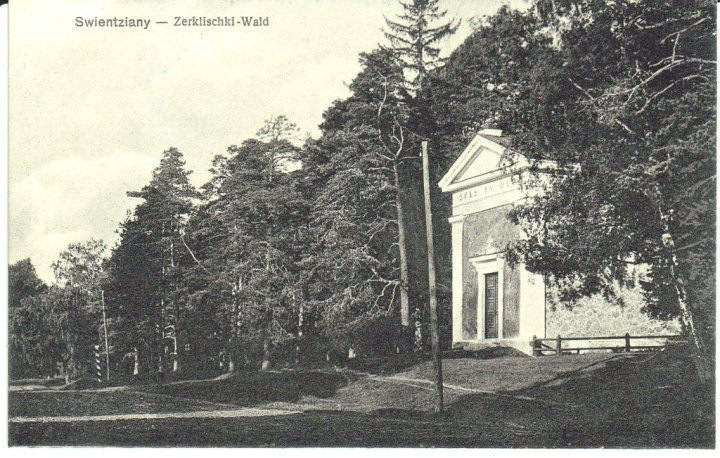
Kaplica Mostowskich, około 1915

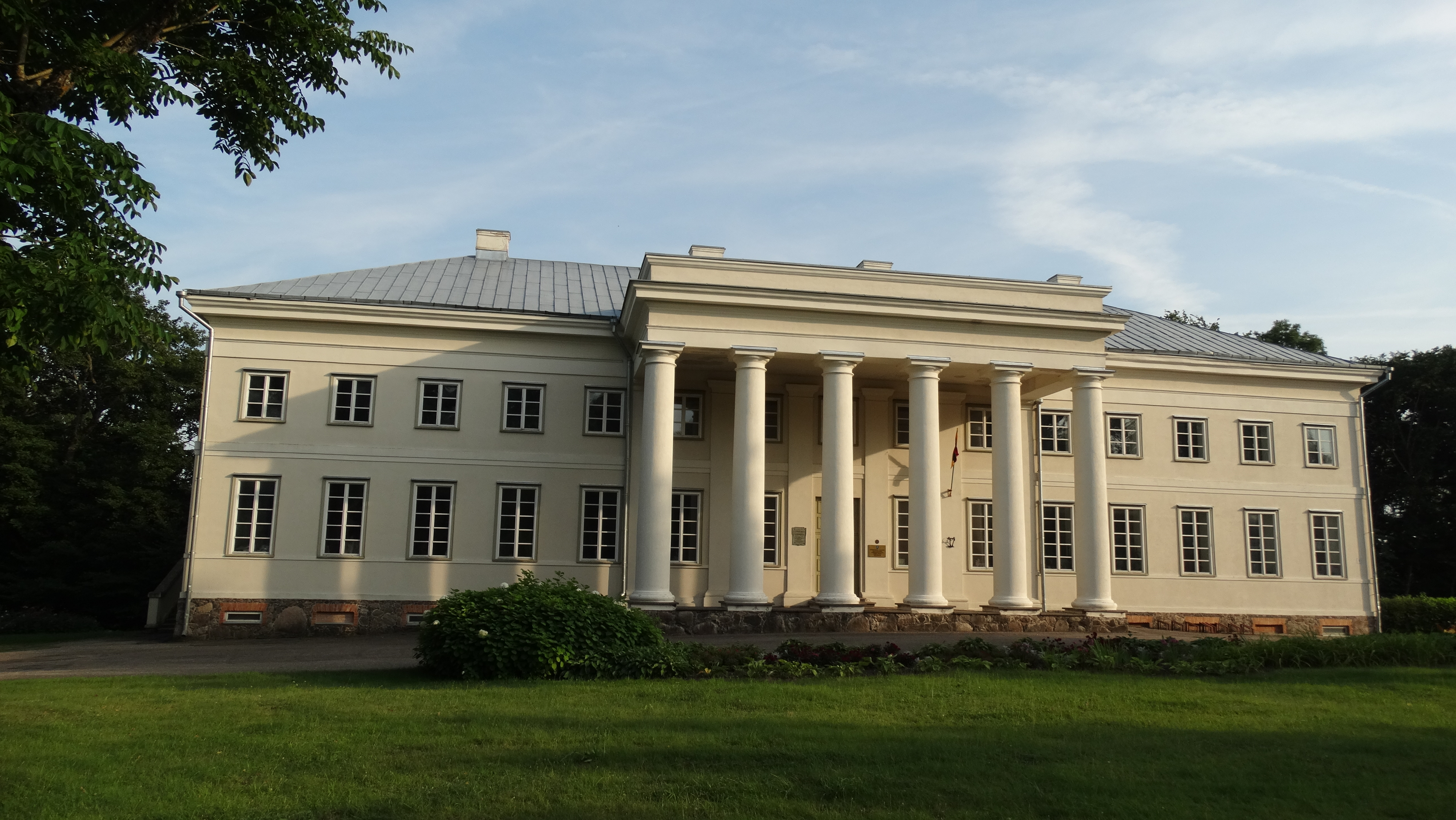
Elewacja frontowa pałacu, 2017

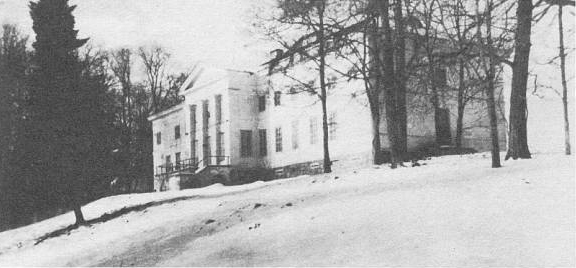
Elewacja ogrodowa, przed 1939

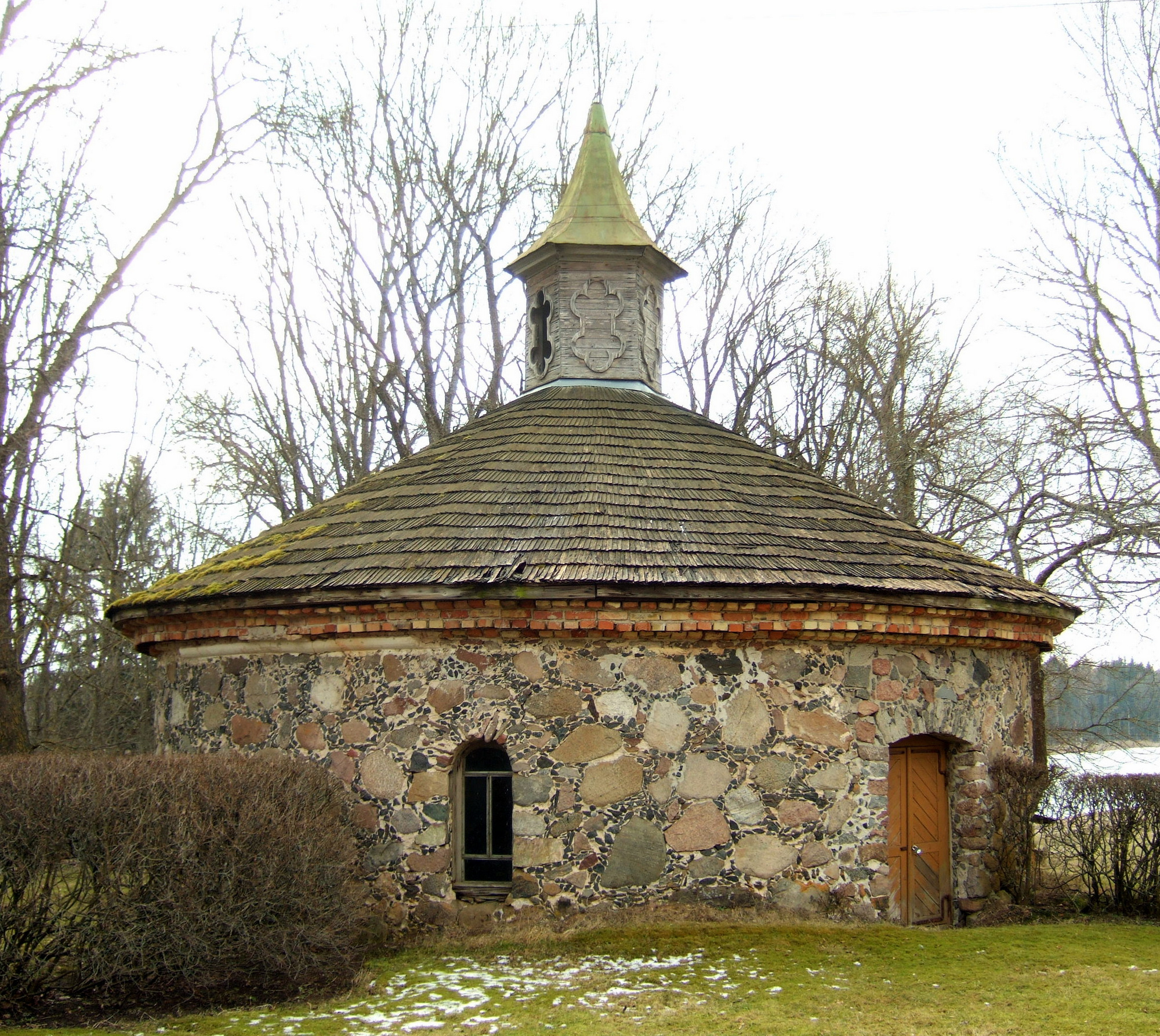
Lodownia, 2016

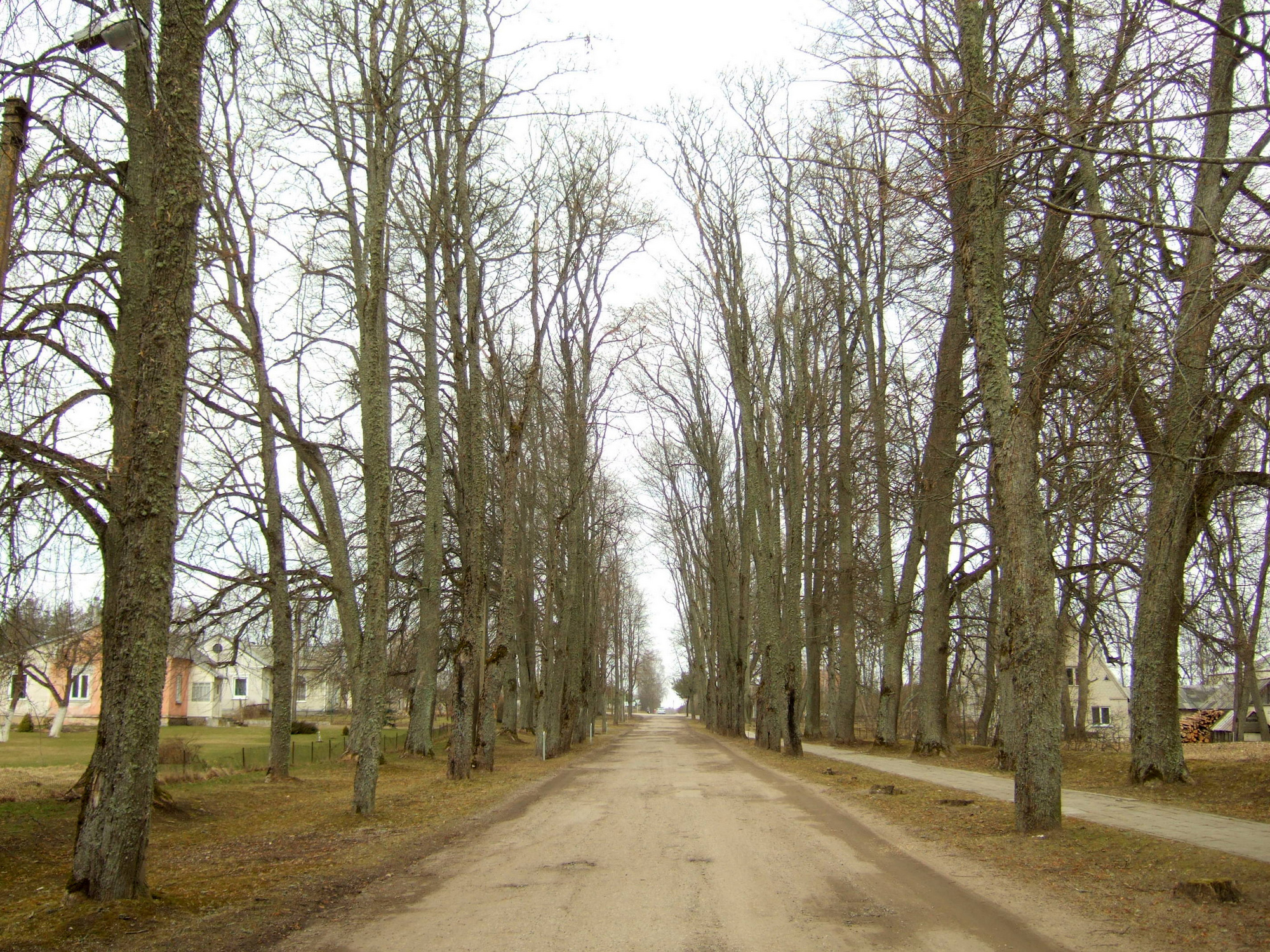
Aleja wjazdowa, 2016

### XIX, XX i XXI wiek
Mostowscy wznieśli tu w 1826 roku murowaną, klasycystyczną kaplicę katolicką. Fronton budynku był ozdobiony łacińskim napisem „SPES IN DEO” (łac. Wierzę w Boga). W ołtarzu był obraz św. Domicelli. Ściany kaplicy były wyposażone w 24 komory na trumny. Kaplica przetrwała do 1947 roku, kiedy została wysadzona w powietrze przez władze radzieckie. Na jej miejscu urządzono cmentarz żołnierzy radzieckich z II wojny światowej.
Podczas okupacji hitlerowskiej w 1941 roku dokonano tu mordu na grupie Żydów, w miejscu ich kaźni wzniesiono pomnik.
W 1959 roku założono tu technikum rolnicze, które – pod różnymi nazwami i afiliacjami – istnieje do dziś, ostatnio jako filia centrum szkolenia zawodowego w Święcianach.
Działa tu również firma przetwórstwa ryb „Jolada”, biblioteka i dwa domy spokojnej starości.

## Pałac
Domicella Mostowska, po śmierci męża Józefa wzniosła tu w latach 1823–1826 klasycystyczny zespół pałacowy. Budowę dokończył ich syn Edward około 1830 roku. Możliwe, że pałac został zbudowany wcześniej, w 1796 roku, a w trzeciej dekadzie XIX wieku był jedynie przebudowany, ponieważ wiadomo, że w 1821 roku w pałacu, u Edwarda Mostowskiego gościł car Aleksander I w drodze z Petersburga do Wilna. Ze stosunkowo niewielkimi zmianami pałac i budynki folwarku przetrwały do dziś. 
Jest to podpiwniczony budynek na planie prostokąta o piętnastoosiowej elewacji. Przed środkowymi sześcioma osiami zaprojektowano portyk w wielkim porządku: sześć doryckich kolumn podtrzymujących gładkie belkowanie zwieńczone wydatnym gzymsem. Całość jest przykryta płaskim, gładkim czterospadowym dachem. Od strony ogrodu, elewacja jest znacznie wyższa ze względu na spadający teren. Jej urozmaiceniem jest trzyosiowy centralny ryzalit. Do tego ryzalitu przylega taras wsparty na arkadach, z którego prowadzą schody do ogrodu.
Parterowa kondygnacja pałacu była znacznie wyższa niż piętrowa (co widać po oknach), i służyła celom reprezentacyjnym. Piętro pełniło funkcje mieszkalne. Na osi centralnej parteru znajdował się wielki salon sąsiadujący z biblioteką.
Ostatni właściciele Cerkliszek Chaleccy zgromadzili tu niezwykle cenną kolekcję biblioteczną. Księgozbiór liczył około 10 tysięcy woluminów, w tym wiele cennych rękopisów z XVI i XVII wieku, książek, pierwsze wydanie Pana Tadeusza z ręczną dedykacją autora i podziękowaniem za opiekę nad dziećmi. Znaczna część tych zbiorów, jak i cennych obrazów ze ścian pałacu zaginęła w 1915 roku, po wywiezieniu ich do Rosji.
Poza fragmentami rozległego parku, którego powierzchnia wynosiła w XIX wieku 34,5 ha, zachowało się z folwarku kilka interesujących budowli, w tym: parterowa oficyna, będąca kiedyś kuchnią, zbudowana z kamienia polnego cylindryczna lodownia, oraz – również z kamienia – stojąca nieco dalej kuźnia. W parku najlepiej zachowała się aleja wjazdowa, prowadząca od zachodu do pałacu.
Po II wojnie światowej na terenie majątku urządzono kołchoz, później w pałacu działało technikum rolnicze, obecnie mieści się tu siedziba samorządu wiejskiego i ośrodek kultury.
Od 1996 roku pałac, zabudowania gospodarcze i park są chronione jako pomnik przyrody (pozycja 22167 w rejestrze zabytków).
Majątek Cerkliszki został opisany w 4. tomie Dziejów rezydencji na dawnych kresach Rzeczypospolitej Romana Aftanazego.